# Si El Haouès
 (septembre 2016).
 (mars 2011).
Si vous disposez d'ouvrages ou d'articles de référence ou si vous connaissez des sites web de qualité traitant du thème abordé ici, merci de compléter l'article en donnant les références utiles à sa vérifiabilité et en les liant à la section « Notes et références ».
Ahmed Ben Abderrazak Hamouda, plus connu sous son nom de guerre, Colonel Si El Haouès,, est né en 1923 à M'Chouneche, dans les Aurès et mort au combat le 28 mars 1959 à Djebel Thameur près d'Aïn Fares. Il était colonel au sein de l'Armée de libération nationale  (ALN) pendant la Guerre d'Algérie. Il est mort au combat avec le colonel Amirouche Aït Hamouda dans un accrochage contre l'armée française.

## Biographie

### Enfance
Ahmed Ben Abderrazak Hamouda dit "Si El Haouès" nait en 1923 à M'Chouneche, village des Aurès, actuellement dans la wilaya de Biskra. Il grandit dans son village natal au sein d'une famille relativement aisée par rapport aux conditions difficiles de l'époque.

### Parcours militaire
À la mort de son père en 1937, il exerce une activité de commerçant de dattes, ce qui occasionne des multiples déplacements dont il profite pour prendre contact avec les membres les plus éminents du mouvement national tels que Larbi Ben M'hidi, Mohamed Chérif Saâdane et Mostefa Ben Boulaïd.
Il commence son militantisme politique dans les rangs du Mouvement pour le triomphe des libertés démocratiques (MTLD). Lorsque les autorités coloniales françaises réalisent le danger et l'efficacité de son action, elles commencent à surveiller ses mouvements, ce qui le pousse à partir en France métropolitaine afin de soutenir l'action du mouvement national à l'extérieur.
Il devient membre de l'OS en 1947. À l'aube de la Révolution, Si El Haouès rejoint le premier contingent et quelques jours seulement plus tard, il est chargé de se rendre en France pour transmettre aux travailleurs émigrés des informations concernant la Révolution et ses objectifs et ce, afin d’apporter un démenti aux contrevérités diffusées par les organes d'information français dans le but de dénaturer la réalité de la Révolution. Il revint au pays au printemps 1955 et rejoignit les rangs de l'Armée de libération nationale. Il fournit aux combattants une quantité considérable de vêtements ainsi qu'une importante somme d'argent.
En septembre 1955, sur décision du commandement des Aurès, il est affecté au Sahara, afin d'élargir la base de la lutte armée dans cette région difficile. En janvier 1957, Si El Haouès rencontre le colonel Amirouche et étudie avec lui les modalités d'application des décisions du Congrès de la Soummam. Après cela, Si El Haouès tient, dans sa région, une réunion de tous ses cadres au cours de laquelle il les informe des décisions du Congrès. Si El Haouès, revient de Tunis en juin 1957 avec le grade de capitaine, chef de la troisième région de la wilaya I. Après une courte période, il est promu au grade de commandant dans la wilaya et est nommé chef de la wilaya VI, après la mort de Ali Mellah.
Signalant sa disparition, El Moudjahid écrit : « Si Haouès entreprit à la tête de la wilaya, une immense tâche d'éducation. Il s’attacha notamment à combattre les particularismes régionaux et la politique des Sofs. C’est ainsi qu’en 1956, il réconcilia les Ghamra (région de Biskra) et les Ouled Naïls d’Oued Jellal qu’opposait une vieille animosité, génératrice de conflits incessants. »

## Mort
Au début du mois de novembre 1958, Si El Haouès assiste à la réunion des Colonels de l'ALN. Après examen de la situation générale de la lutte armée aussi bien à l'intérieur qu'à l'extérieur, Si El Haouès est chargé avec Amirouche de prendre contact avec les dirigeants de la lutte armée de l'Extérieur à Tunis. En exécution de cette mission, le colonel Amirouche part de la wilaya III au mois de mars 1959 pour rencontrer Si El Haouès aux environs de Bousâada.
Le 28 mars 1959, à Djebel Thameur, alors que les maquisards se dirigent vers la Tunisie, il y a un accrochage qui se transforma en une bataille meurtrière dans le djebel Tsamar, dans la région de Bordj l'Agha. Lors de cette bataille, près de 40 maquisards affrontent 2500 soldats français. 35 maquisards dont le colonel Si El Haouès ainsi que le colonel Amirouche sont tués et 5 faits prisonniers,.

## Décorations
- Ahid de l'ordre du Mérite national d'Algérie.